# Sepuhgempol
Sepuhgempol is een bestuurslaag in het regentschap Probolinggo van de provincie Oost-Java, Indonesië. Sepuhgempol telt 5696 inwoners (volkstelling 2010).